# (6734) Benzenberg
(6734) Benzenberg est un astéroïde de la ceinture principale.

## Description
(6734) Benzenberg est un astéroïde de la ceinture principale. Il fut découvert le 23 mars 1992 à Kushiro par Seiji Ueda et Hiroshi Kaneda. Il présente une orbite caractérisée par un demi-grand axe de 3,00 UA, une excentricité de 0,12 et une inclinaison de 11,4° par rapport à l'écliptique.

## Compléments